# HMS Nyasaland (K587)
«Ньясаленд» (англ. HMS Nyasaland (K587) — військовий корабель, фрегат типу «Колоні» Королівського військово-морського флоту Великої Британії за часів Другої світової війни.

## Історія створення
Фрегат «Ньясаленд» був закладений 7 вересня 1943 року на верфі американської компанії Walsh-Kaiser Company у Провіденсі, в штаті Род-Айленд, як патрульний фрегат типу «Такома» USS Hoste (PF-83). 6 жовтня 1943 року він був спущений на воду, а 31 липня 1944 року переданий до Королівських ВМС Великої Британії, де увійшов до бойового складу флоту.

## Історія служби
17 грудня 1944 року глибинними бомбами британського фрегата «Ньясаленд» у Кельтському морі південніше міста Корк був потоплений німецький підводний човен U-772.
4 лютого 1945 року німецька субмарина U-1014 потоплена у Північній протоці східніше Малін-Хеда британськими фрегатами «Лох Скавейг», «Ньясаленд», «Папуа» і «Лох Шин».
2 березня 1945 року фрегат підібрав 42 вцілілих з британського транспортного судна King Edgar, що було затоплено німецьким ПЧ U-1302 у протоці Святого Георга.